# Sepaste
Koordinaten: 58° 43′ N, 22° 31′ O
Sepaste ist ein Dorf (estnisch küla) in der Landgemeinde Hiiumaa (bis 2017: Landgemeinde Emmaste). Es liegt auf der zweitgrößten estnischen Insel Hiiumaa (deutsch Dagö).
Sepaste hat drei Einwohner (Stand 31. Dezember 2011).

## Landschaftsschutzgebiet Sepaste
Der Ort liegt auf der Südspitze der Insel in einem ausgedehnten Waldgebiet. Es ist seit 1998 als Landschaftsschutzgebiet Sepaste (Sepaste maastikukaitseala) ausgewiesen. Die Fläche beträgt 36,5 Hektar. Damit soll vor allem der Bestand von etwa 100 alten Eichenbäumen geschützt werden.